# Anna Treter
Anna Treter (ur. 12 czerwca 1952 w Kielcach) – polska solistka i pianistka zespołu Pod Budą, z którym pracuje od początku jego istnienia.
W 1971 roku ukończyła I Liceum Ogólnokształcące im. Stefana Żeromskiego w Kielcach
Grupa nagrała 13 płyt mających dziś status platynowych, zarejestrowała wiele recitali telewizyjnych, uczestniczyła we wszystkich większych festiwalach, zagrała kilka tysięcy koncertów.
W 2003 roku Anna Treter zdecydowała się na wydanie solowego albumu Na południe. Gościnnie na płycie wystąpili: Ryszard Rynkowski, Magda Steczkowska, Piotr Schulz, a także kapela Sebastiana Karpiela-Bułecki (Zakopower). Większość tekstów napisała sama. Prawie cała muzykę skomponował Jan Hnatowicz – gitarzysta i aranżer, kompozytor wielu przebojów zespołu Pod Budą m.in. Ballada o ciotce Matyldzie, Blues o starych sąsiadach, Gdy mnie kochać przestaniesz – mąż artystki. W 2005 roku wydała kolejną płytę Może tak, może nie, opartą prawie w całości na własnych tekstach, a w 2006 roku – nagrany na żywo – solowy album Bez retuszu będący zapisem koncertu, który odbył się w krakowskich Krzysztoforach jesienią 2005. Płyta ukazała się w listopadzie 2006 r.
W 2006 roku powstał dwuczęściowy telewizyjny recital artystki, będący zapisem jednego z koncertów, emitowany na antenach TVP i TV Polonia.
Anna Treter otworzyła także w Krakowie swoją „Piosenkarnię”. Co miesiąc spotyka się w niej z młodymi, wrażliwymi, mającymi coś do powiedzenia muzykami, poetami, kompozytorami i pieśniarzami. Mieszka w Rząsce pod Krakowem.

## Dyskografia
- Na południe (2003)
- Może tak, może nie (2005)
- "BEZ RETUSZU" (2006) live
- Wielki wiatr (2013)